# Estación Emperador
Estación Emperador (también llamado Caserío del Emperador o simplemente El Emperador) es una localidad y pedanía española perteneciente al municipio de Los Yébenes, en la provincia de Toledo, comunidad autónoma de Castilla-La Mancha. Está situada en la parte suroriental de la comarca de los Montes de Toledo, a cinco kilómetros del límite con la provincia de Ciudad Real. Estación Emperador constituye el pueblo más meridional de toda Toledo.
Entre 1879 y 1988 llegó a contar con una estación de ferrocarril perteneciente a la línea Madrid-Ciudad Real.

## Demografía
Según el Instituto Nacional de Estadística de España, en el año 2019 Estación Emperador contaba con 32 habitantes censados, lo que representa el 0,54% de la población total del municipio.

### Evolución de la población
| Gráfica de evolución demográfica de Estación Emperador entre 2009 y 2019 |
|                                                                          |
| Datos según el nomenclátor publicado por el INE.                         |

## Comunicaciones
Algunas distancias entre Estación Emperador y otras ciudades:
| Ciudades    | Distancia (km) |
| ----------- | -------------- |
| Los Yébenes | 34             |
| Orgaz       | 42             |
| Sonseca     | 52             |
| Ciudad Real | 64             |
| Toledo      | 75             |
| Madrid      | 146            |